# بریو (اسن)
بریو (به فرانسوی: Berrieux) یک کمون در فرانسه است که در ان (ا-دو-فرانس) واقع شده‌است. بریو ۴٫۹۸ کیلومتر مربع مساحت دارد ۹۸ متر بالاتر از سطح دریا واقع شده‌است.